# Ptenomela chaminadei
Ptenomela chaminadei är en skalbaggsart som beskrevs av Soula 2002. Ptenomela chaminadei ingår i släktet Ptenomela och familjen Rutelidae. Inga underarter finns listade i Catalogue of Life.